# Nescopeck Creek
Nescopeck Creek est une rivière situee dans le comté de Luzerne, Pennsylvanie. C'est un affluent de la Susquehanna.
L'étymologie du nom "Nescopeck Creek" est Lenape pour "profond noir eaux". Son bassin versant est de 370 kilomètres carrés. Le bassin versant est dans comté de Luzerne et comté de Columbia et comté de Schuylkill.
Le pH des Nescopeck Creek est 3.6 Charbon est dans le bassin versant des Nescopeck Creek. La source est Olympus Pond, à l'altitude de 402 mètres. Son embouchure est à Nescopeck, Pennsylvanie, à l'altitude de 158 mètres.
Les plus grands des affluents de Nescopeck Creek est Little Nescopeck Creek et Black Creek.